# سیلویا
سیلویا (انگلیسی: Sylvia) یک فیلم در ژانر زندگی‌نامه‌ای، رمانتیک، و درام است که در سال ۲۰۰۳ منتشر شد. فریدا هیوز، دختر سیلویا و تد، سازندگان این فیلم را متهم کرد که از مرگ مادرش سود می‌برند.

## داستان
این فیلم بر اساس زندگی واقعی و عاشقانه‌ای شاعران برجسته سیلویا پلات و تد هیوز است. این فیلم با ملاقات سیلویا پلات و تد هیوز در کمبریج در سال ۱۹۵۶ آغاز می‌شود و با خودکشی سیلویا پلات در سال ۱۹۶۳ به پایان می‌رسد.

## بازیگران
- گوئینت پالترو
- دنیل کریگ
- جرد هریس
- مایکل گمبون
- بلایث دانر
- آمیرا کاسار
- اندرو هاویل
- رابین مالکوم